# Tigridia chrysantha
Tigridia chrysantha là một loài thực vật có hoa trong họ Diên vĩ. Loài này được Cruden & S.J.Walker ex McVaugh miêu tả khoa học đầu tiên năm 1989.